# Формална логическа грешка
Във философията, логиката и реториката като формална логическа грешка се означават такъв тип аргументи, чиято логическа форма е всякога невалидна. По това формалните грешки се отличават от неформалните логически грешки, които са погрешни поради нелогичното си съдържание. Това в известна степен отразява разликата и между дедуктивните и недедуктивни подходи към аргументирането: обичайно формалните грешки се получават в дедуктивен контекст, докато неформалните – в индуктивен. Това правило има изключения.

## Видове грешки

### Потвърждаване на следствието
Разсъждение със следната форма е невалидно:
1. Ако А е вярно, то В е вярно.
2. В е вярно.
3. Следователно А е вярно.

Например:
1. Ако лампата е счупена, тя не свети.
2. Лампата не свети.
3. Следователно лампата е счупена.

Следствието е логически невалидно, тъй като лампата може да не свети по друга причина – например, защото не е включена в контакта.

### Отричане на предпоставката
Друга типична грешка е:
1. Ако А е вярно, то и В е вярно.
2. А е грешно.
3. Следователно В е грешно.

Следствието е невалидно, тъй като В може да е вярно, дори и когато предпоставката А е грешна. Например:
1. Ако нещо е слон, то е животно.
2. Иван не е слон.
3. Следователно Иван не е животно.

### Потвърждаване на дизюнкция
Потвърждаване на дизюнкцията е логическа грешка, която се появява, когато дизюнкцията от погрешно се приеме за изключваща дизюнкция.
1. А е вярно или В е вярно.
2. В е вярно.
3. Следователно, А не е вярно.

Например,
1. Времето е такова, че духа вятър или е слънчево.
2. Духа вятър.
3. Следователно не е слънчево.

Разсъждението е невалидно, тъй като първото твърдение не изключва ситуацията, в която едновременно духа вятър и е слънчево.
Забележка: Грешката е валидна, само дизюнкцията се използва в неизключващ смисъл. Ако горното твърдение беше „Или духа вятър, или е слънчево“, тогава аргументът щеше да е валиден.

### Отричане на конюнкция
Грешката „Отричане на конюнкция“ има следната форма:
1. Не е вярно, че А и В са едновременно верни.
2. В е грешно.
3. Следвателно А е вярно.

Изводът е логически невалиден, тъй като А може също да е грешно. Тогава твърдението „А и В са едновременно верни“ е грешно, а неговото отрицание „Не е вярно, че А и В са едновременно верни“ е вярно.
Например:
1. Не е вярно, че Иван може да е едновременно в София и в Ямбол.
2. Иван не е в Ямбол.
3. Следователно Иван е в София.

Изводът е некоректен, защото Иван може да бъде и в трети град.
Грешката се свежда до „потвърждаване на дизюнкция“, ако приложим закона на Де Морган над твърдението: „Не е вярно, че А и В са едновременно верни.“ и получим еквивалентното „А е грешно или В е грешно“.

### Неразпределено средно
Логическата грешка се получава, когато медиаторът в силогизъм не е разпределен към никоя от предпоставките.
1. Всички елементи от тип A са и от тип B.
2. X e от тип B.
3. Следователно Х е от тип А.

Например:
1. Всички хора са бозайници.
2. Мария е бозайник.
3. Следователно, Мария е човек.

Разсъждението е невалидно, тъй като не е задължително Мария да е човек – тя може да е, например, маймуна.